# Conquista delle Azzorre
La conquista delle Azzorre (nota anche come conquista spagnola delle Azzorre o battaglia di Terceira), fu uno scontro che in realtà si concentrò sull'isola di Terceira e si svolse il 2 agosto 1583 nell'arcipelago portoghese delle Azzorre, tra le forze leali al pretendente Antonio, priore di Crato, supportato da francesi e inglesi, e le forze spagnole e portoghesi leali a re Filippo II di Spagna, comandate dall'ammiraglio don Álvaro de Bazán, marchese di Santa Cruz, nel corso della Guerra di successione portoghese. La vittoria del marchese di Santa Cruz portò alla rapida conquista delle Azzorre, facilitando così l'integrazione del regno del Portogallo e dei suoi possedimenti coloniali nell'Impero spagnolo.
Dopo un giorno di combattimenti, le forze dell'isola di Terceira vennero sconfitte dai tercios spagnoli, utilizzando strategie e tattiche inventate da Álvaro de Bazán. Alcuni giorni dopo, i soldati ispano-portoghesi sbarcati sull'isola di Faial sconfissero e catturarono una guarnigione composta da cinque compagnie francesi e una inglese (700 uomini in totale). Alla fine della campagna, circa 9000 tra portoghesi, francesi, italiani e inglesi vennero catturati dagli spagnoli. I soldati francesi, inglesi e italiani sull'isola poterono fare ritorno alle loro patrie indisturbati, ma 16 tra i sostenitori del priore di Crato tentarono di fuggire nella notte e vennero per questo giustiziati.

## Antefatti
Dopo la vittoria nella battaglia di Ponta Delgada, il marchese di Santa Cruz, sicuro nella sua base di Lisbona, preparava un'invasione anfibia verso le Azzorre che erano rimaste nelle mani dei legittimisti portoghesi: con 15 372 uomini e 98 navi (tra cui 31 mercantili convertiti a trasporto truppe), dei piccoli vascelli e dei galeoni, 12 galee e 2 galeazze. La sua idea non era quella di combattere con la flotta ma piuttosto di sbarcare in loco la propria armata così da poter fortificare nel contempo i punti conquistati. Filippo II ordinò a Bazán tramite una lettera di impiccare quanti, francesi e inglesi, si fossero opposti agli spagnoli sulle isole Azzorre.
I terceirani sapevano che gli spagnoli avrebbero fatto di tutto per sbarcare e presumevano che sarebbero sbarcati ad Angra ed a Peggia, e qui disposero le loro forze, comandate da Carlo di Bordeaux e da Battista Scrichi. Ad ogni modo, il marchese di Santa Cruz decise di inviare il grosso delle sue truppe a Mole, una spiaggia a 16 chilometri dal sito di Angra che era difesa solo da terrapieni leggeri occupati dalla fanteria col supporto di qualche pezzo d'artiglieria. Antonio stesso si trovava a Terceira a supervisionare le difese locali, ma lasciò l'isola nel novembre di quello stesso anno per persuadere i francesi a fornire altri 1500 uomini per la sua causa, i quali giunsero a giugno del 1583. La regina madre di Francia, Caterina de Medici, inviò 1200 francesi e 400 inglesi organizzati in 9 compagnie al comando di Aymar de Chaste, governatore di Dieppe, il quale preso il comando delle isole.
De Chaste incrementò le fortificazioni di Terceira costruendo sulla costa meridionale 31 forti in pietra e 13 avamposti in legno, connessi tra loro da trincee con un totale di 293 cannoni. La qualità delle truppe che difendevano era differente: inglesi e francesi avevano messo in campo soldati veterani, mentre la milizia locale al comando del governatore Manuel da Silva non era preparata alla battaglia. Sull'altro fronte, le truppe spagnole (comprendenti 3 compagnie di tercios, 1 reggimento tedesco di 4 compagnie, 3 compagnie italiane e 1 compagnia portoghese) erano composte da militari di esperienza che avevano combattuto nella rivolta olandese.

## Lo sbarco
L'esercito spagnolo sbarcò a Calheta das Mós, presso Angra, nelle prime ore del 26 luglio. La data dello sbarco venne scelta simbolicamente perché corrispondeva al primo anniversario della vittoria di Bazán sulla flotta francese a Ponta Delgada. Alle 3.00 le galee spagnole iniziarono a scaricare 4 500 soldati. Bazán in persona supervisionò l'operazione. La spiaggia era sorvegliata dal forte di Santa Catarina, con a capo il capitano francese Bourguignon e con una guarnigione di 50 soldati francesi e 2 compagnie portoghesi. Quando la nave spagnola venne avvistata, Bourguignon diede l'ordine di aprire il fuoco con l'artiglieria del forte di Santa Catarina. L'ammiraglia di Bazán subì notevoli danni, perdendo nello scontro anche il proprio nocchiero. Aiutata però dalle altre 9 galee spagnole, riuscì a zittire il forte.
Uno dei primi uomini a sbarcare fu Rodrigo de Cervantes, fratello di Miguel de Cervantes. Nell'operazione persero la vita 35 soldati e molti furono anche i feriti. Il forte venne assaltato con l'uso di scale e Bourguignon con 35 dei suoi uomini rimasero uccisi nel combattimento. La presa del forte di Santa Catarina permise agli spagnoli di sbarcare il resto della fanteria, 6 cannoni e di prendere il controllo delle alture dell'area. Bazán ordinò quindi l'avanzata delle proprie forze verso Vila da Praia per incontrare il grosso dell'esercito francese. De Chaste si portò contro gli spagnoli con le sue truppe ed il supporto di 8 cannoni.

## Lo scontro

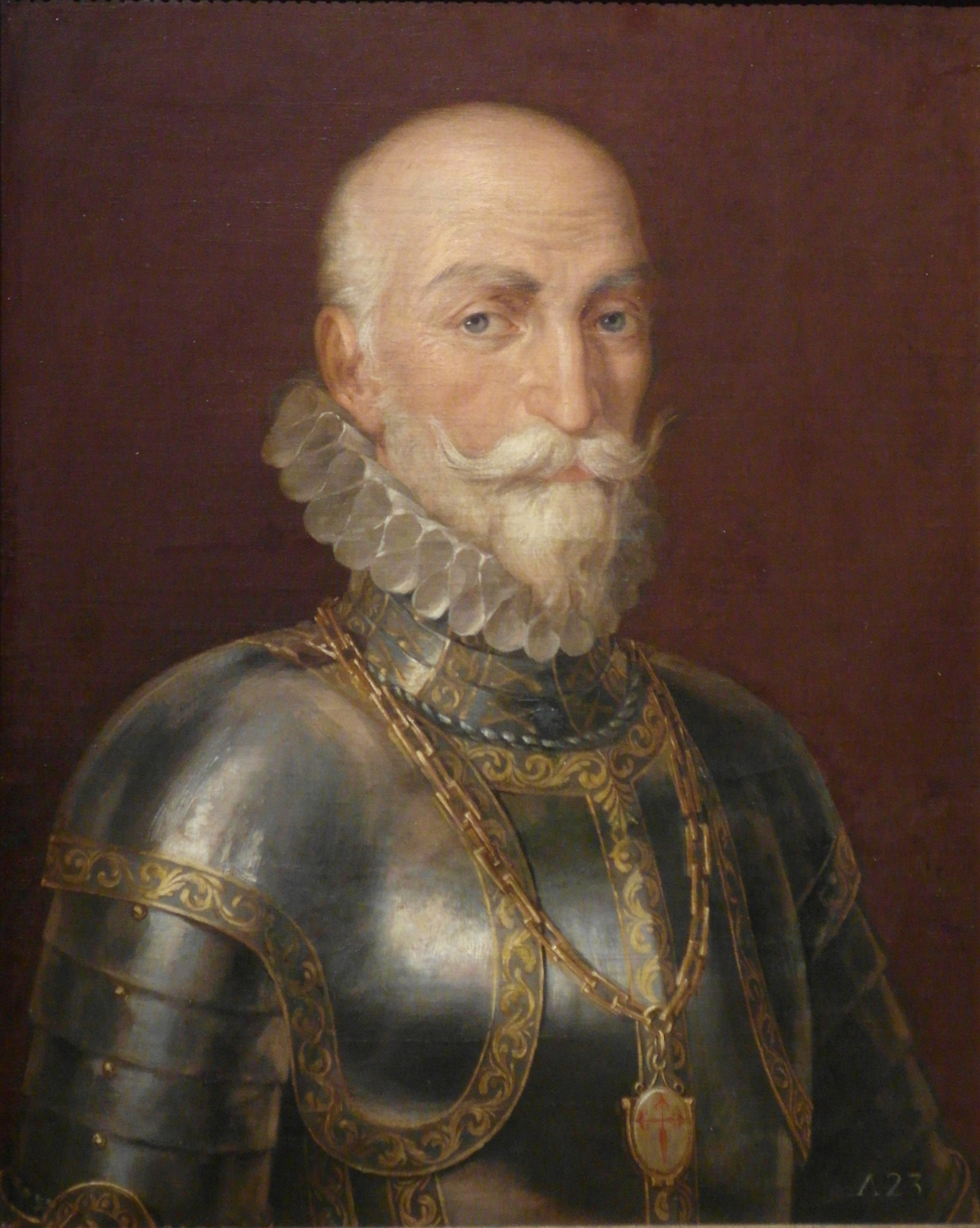
L'ammiraglio spagnolo don Álvaro de Bazán. Museo Navale di Madrid.

Bazán dispose i suoi uomini su tre linee: i tedeschi all'ala destra, gli spagnoli a sinistra. L'avanguardia venne costituita dagli archibugieri al suo seguito. De Chaste lanciò un fiero contrattacco e cercò di rompere la prima linea diverse volte. Ad ogni modo, Bazán rinforzò gli archibugieri perduti con dei picchieri tedeschi e mantenne il passo. Nel pomeriggio, Manuel da Silva giunse al campo di battaglia con 1 000 soldati portoghesi. De Chaste si sentiva forte abbastanza da riprendere l'attacco. Ad ogni modo venne impedito dal calar della notte. Dopo 16 ore di combattimenti, l'esercito spagnolo aveva perso 70 uomini ed aveva 300 feriti, contro 70 morti francesi e portoghesi e 400 tra feriti e prigionieri dell'esercito nemico.
La mattina dopo la battaglia De Chaste venne abbandonato dai suoi alleati portoghesi che si portarono nelle montagne dell'entroterra dell'isola. Gli spagnoli presero l'iniziativa di avanzare quindi verso São Sebastião. De Chaste ritirò le sue truppe sul monte di Nossa Senhora da Guadalupe, permettendo così a Bazán di prendere possesso di Angra. Qui, 13 francesi, 16 portoghesi e 2 navi inglesi vennero catturati dalle galee spagnole. 30 spagnoli e 21 portoghesi partigiani per Filippo II vennero liberati dal carcere locale. I francesi nel frattempo iniziarono a scavare delle trincee presso le scogliere della Nossa Senhora da Guadalupe, ma i soldati si ammutinarono ed aprirono dei negoziati con gli spagnoli per la resa. De Chaste tentò di sopprimere l'ammutinamento, ma dal momento che la milizia portoghese costituiva il grosso delle sue forze, realizzò che la vittoria sarebbe stata impossibile e continuò così le discussioni.
De Chaste, amico del Maestre de Campo Pedro de Padilla col quale aveva combattuto durante il Grande assedio di Malta contro gli ottomani, si aspettava ottimi termini di resa. Alla fine, ad ogni modo, solo gli ufficiali ottennero il permesso di mantenere le loro armi. I soldati inglesi ed italiani vennero inclusi nei negoziati, ma non i ribelli portoghesi.

## Faial
Il 30 luglio, Pedro de Toledo salpò da Angra con 12 galee, 4 pataje e 16 pinacce, con 2 500 soldati a bordo, per conquistare l'isola di Faial, dove si trovavano 400-500 soldati inglesi e francesi che avevano ancora il supporto dei locali. Toledo inviò un emissario a negoziare con le truppe nemiche, ma il comandante portoghese, António Guedes de Sousa, lo assassinò. Toledo sbarcò le sue truppe e prese il Forte di Santa Cruz. I soldati francesi e inglesi finirono per concludere un patto con gli spagnoli come aveva fatto De Chaste a Terceira, ma Guedes de Sousa venne impiccato dopo che gli vennero tagliate le mani per l'atto che aveva compiuto nei confronti dell'ambasciatore spagnolo. L'8 agosto il governatore portoghese, Manuel da Silva, venne decapitato ad Angra dal boia al seguito del reggimento tedesco.

## Conseguenze

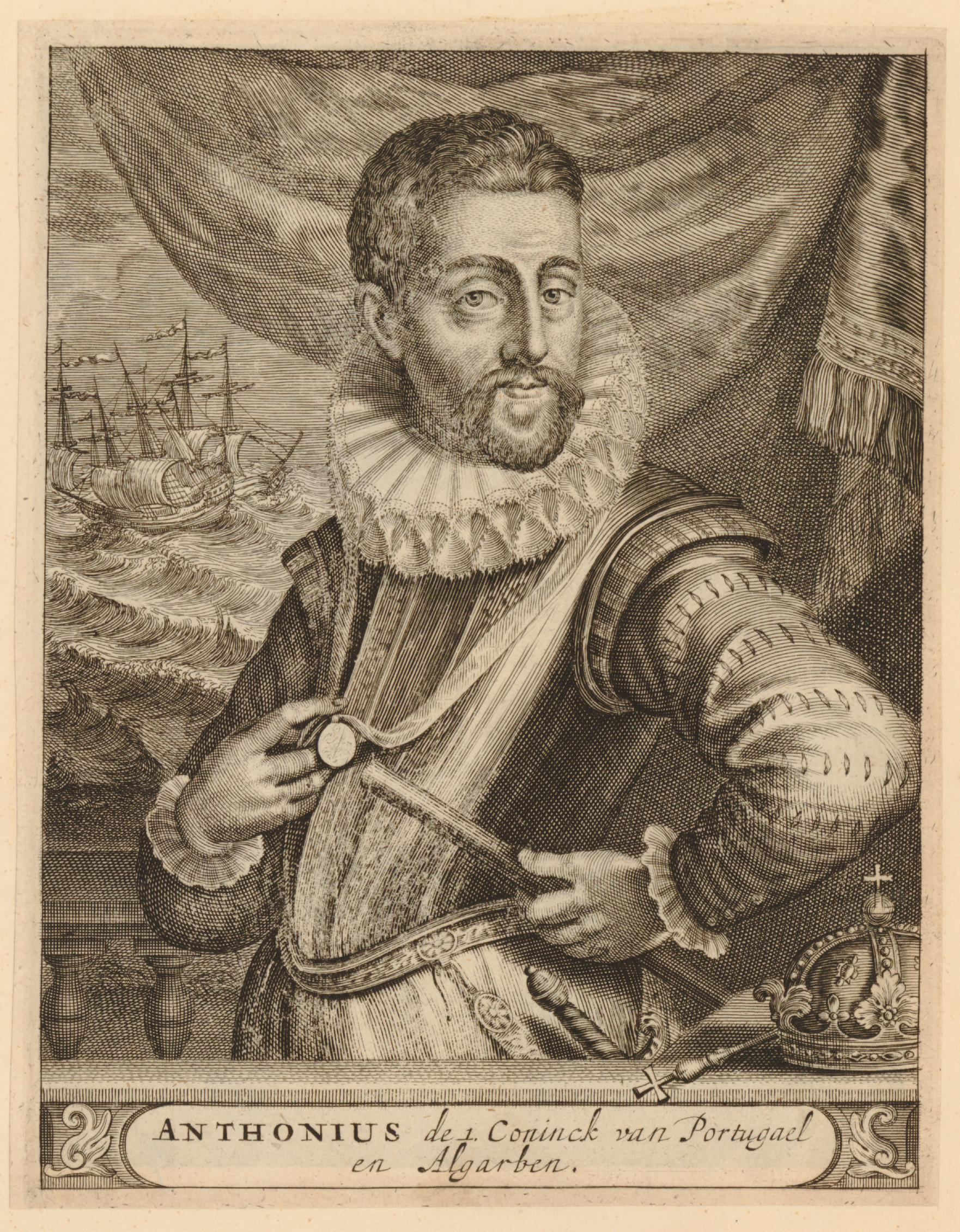
Don Antonio riuscì a fuggire dall'isola di Terceira con alcuni dei suoi uomini.

Con la conquista dell'isola di Terceira, le isole Azzorre passarono completamente sotto il controllo del re asburgico Filippo II di Spagna (Filippo I del Portogallo), e la guerra si concluse con la completa incorporazione del regno del Portogallo e dei suoi possedimenti coloniali nell'Impero spagnolo. Don Antonio tornò in Francia e visse per qualche tempo a Rueil, non lontano da Parigi. Nel 1589, l'anno successivo alla fallimentare impresa dell'Invincibile Armada spagnola, accompagno una spedizione inglese in supporto alla Province Unite dei Paesi Bassi, al comando di sir Robert Devereux, conte di Essex, sir Francis Drake e sir John Norreys, verso le coste della Spagna e del Portogallo, dove l'armata inglese venne costretta a ritirarsi.
Temendo le spie di Filippo II di Spagna, son Antonio si spostò in continuazione da un rifugio all'altro ed infine egli venne costretto a portarsi in Inghilterra. Elisabetta I d'Inghilterra avevano seguito con trepidazione l'operazione delle Azzorre ed intendevano ora aiutare i portoghesi a vendicarsi dei torti subiti.